# Chatterton (opera)
Chatterton är en dramma lirico eller opera i tre akter (fyra akter i dess originalversion från 1876) med musik av Ruggero Leoncavallo. Libretto skrevs av kompositören och var en fri tolkning av levnadsbeskrivningen av den engelske poeten Thomas Chatterton (1752–1770). Verket komponerades 1876 men hade premiär först 20 år senare, den 10 mars 1896 på Teatro Drammatico Nazionale i Rom.

## Bakgrund och uppförandehistorik
Chatterton sågs av romantikerna som den perfekte arketypen för en plågad poet. Han blev berömd för sina briljanta pastischer av medeltida poesi, som han tillskrev en påhittade 1400-talsmunk vid namn Thomas Rowley. Vid 18 års ålder flydde han till London där han två år senar begick självmord genom att intaga gift.
Handlingen i operan bygger på Alfred de Vignys Chatterton (publicerad 1835), ett framgångsrikt drama i tre akter som var hämtat från den andra av tre noveller i hans filosofiska roman Stello (1832).
Chatterton var Leoncavallos första opera som han skrev när han hade tagit examen från Neapels musikkonservatorium. Men misslyckades i sina försök att få operan uppförd då ledaren för den påtänkta uppsättningen rymde med Leoncavallos pengar kort tid före premiären. Leoncavallo fick vänta till efter succén med Pajazzo 1892 innan den ekonomiska situationen tillät en uppsättning av Chatterton. Operan fick sin premiär den 10 mars 1896 på Teatro Drammatico Nazionale i Rom, i en reviderad version av den ursprungliga fyraktsversionen. Operan blev ingen succé, inte ens efter en andra revidering 1905. I dag framförs Chatterton sällan.

## Personer
| Roller            | Stämma  | Premiärbesättning den 10 mars 1896 (Dirigent: Vittorio Podesti) |
| ----------------- | ------- | --------------------------------------------------------------- |
| Thomas Chatterton | tenor   | Benedetto Lucignani                                             |
| Jenny Clark       | sopran  | Adalgisa Gabbi                                                  |
| John Clark        | bas     | Raffaele Terzi                                                  |
| Giorgio           | baryton | Giuseppe Cremona                                                |
| Skirner           | tenor   | Aristide Anceschi                                               |
| Lord Klifford     | baryton |                                                                 |
| Den unge Henry    | sopran  | Cremona                                                         |

## Handling
Chatterton bor inhyst i ett rikt hem. Oförmögen att leva på sitt skrivande måste han söka arbete för att överleva. Dessvärre kan han endast få arbete som tjänare. Dessutom är han olyckligt förälskad i Jenny Clark (Kitty Bell i Vignys pjäs), hustrun till hans hyresvärd. Ställd inför utsikterna med en omöjlig kärlek och ett lågbetalt arbete tar Chatterton sitt liv. Han följs i döden av Jenny.

## Inspelningar
- Chatterton är anmärkningsvärd då den var en av de första operor som spelades in (i maj 1908 på HMV:s föregångare Gramophone Company på åtskilliga 78-varvare). Det faktum att inspelningen dirigerades av kompositören själv gör den till ett ovärderligt ljuddokument.[4] Den har varsamt restaurerats av Ward Marston och givits ut på CD på skivmärket Marston Records (52016-2). Leoncavallos orkesterspel är opolerat och kvaliteten på sångarna är ojämn med undantag av den kände tenoren Francesco Signorini.